# 1873
1873 (MDCCCLXXIII) var ett normalår som började en onsdag i den gregorianska kalendern och ett normalår som började en måndag i den julianska kalendern.

## Händelser

### Januari
- 1 januari
  - Japan antar den gregorianska kalendern.[1]
  - I USA träder Kaliforniens brottsbalk i kraft.
- 17 januari – Första slaget om befästningen under Modockriget i USA.

### Februari
- 11 februari – Spanska republiken grundas.[2]

### Mars
- 4 mars - Vid begynnelsen av Ulysses S. Grants andra ämbetstid blir Senator Henry Wilson från Massachusetts, USA:s nye vicepresident.

- 12 mars - Charlotte Yhlen erhåller sin läkarlegitimation i USA som första svenska kvinnliga läkare.
- 25 mars - Emily von Vegesack erhåller sin läkarlegitimation i USA som andra svenska kvinnliga läkare.

### Maj
- Maj – Amerikanska soldater gör räder in Remolina, Mexiko under jakt på boskapstjuvar.[3]
- 7 maj–9 oktober – Amerikanska soldater landstiger i flera omgångar vid Panamaviken för att skydda amerikanska intressen under lokala bråk i norra Colombia.[3].
- 9 maj
  - Börsen i Wien kraschar, och världen går in i en lång lågkonjunktur, som varar fram till 1896.
  - Slaget vid Montejurra i Spanien utkämpas under tredje karlistkriget.
- 12 maj – Oscar II kröns i Stockholm tillsammans med sin hustru Sofia av Nassau. De blir det sista svenska kungaparet som kröns.

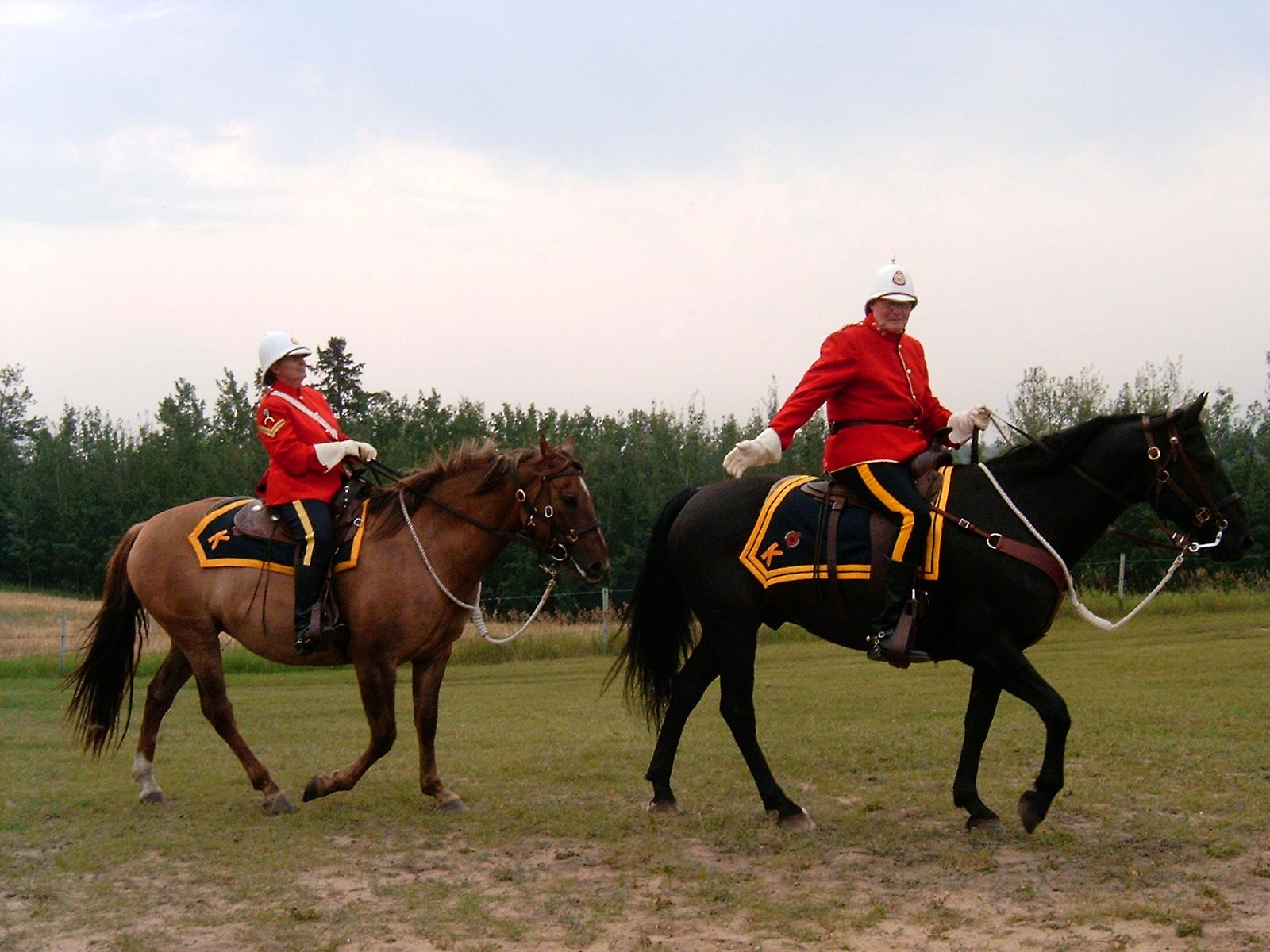
Kanadas ridande polis.

- 20 maj - Patent första Jeans, Levi Strauss, Jacob Davis, patent US 139121

- 23 maj
  - Kanadas parlament startar Kanadas ridande polis.
  - Galopptävlingen Preakness Stakes hålls för första gången i Baltimore, Maryland, USA.
- 27 maj – Den svenska riksdalern ersätts av kronan, indelad i 100 ören. Denna valuta införs även i Norge och Danmark och Sverige går i valutaunion med dessa länder. Svenska, norska och danska kronor är alltså gångbara i alla tre länderna. Guldmyntfot införs, vilket gör valutan stabilare.

### Juli
- 1 juli – Prince Edward Island blir en provins i Kanada.[4]
- 2 juli – Tidningen Ystads Allehanda utkommer med sitt första nummer
- 18 juli – Oscar II kröns i Trondheim tillsammans med sin hustru Sofia av Nassau.
- 21 juli – Det svenska ståthållarämbetet i Christiania avskaffas och ersätts av ett norskt statsministerämbete.[5]

### September
- 25 september – Johan Peter Molins fontän i Kungsträdgården i Stockholm avtäcks.

### Oktober
- 24 oktober – Artur Hazelius öppnar sitt museum, Skandinavisk-etnografiska samlingen. Museet är ett led i hans arbete att rädda ett minne av det gamla bondesamhället.
- Oktober – En ny svensk dissenterlag utfärdas. Denna ger icke-protestantiska medborgare rätt att utträda ur statskyrkan och att bilda egna församlingar.

### November
- 7 november – Alexander Mackenzie blir Kanadas andra premiärminister i ordningen.

### Okänt datum
- I Toulon stänger Frankrikes sista bagno igen.[6]
- Svenska kvinnor erhåller rätt att avlägga akademiska examina med några få undantag (juridisk licentiat och teologi).
- Anna Hierta-Retzius och Ellen Anckarsvärd bildar den första organiserade svenska kvinnosaksföreningen, Föreningen för gift kvinnas äganderätt.
- Uppfinnaren Helge Palmcrantz tar patent på sin uppfinning, den flerpipiga kulsprutan.
- Det sista utbrottet av kolera inträffar i Sverige.
- Den svenska generalstaben lägger fram ett förslag till allmän värnplikt att ersätta indelningsverket, vilket dock förkastas av båda kamrarna i Sveriges riksdag.
- Alfred Nobel bosätter sig i Paris.
- Stencilapparaten uppfinns av Thomas Edison.

## Födda

### Första kvartalet

#### Januari
- 1 januari – Gustavo Giovannoni, italiensk arkitekt. (död 1947)
- 2 januari
  - Thérèse av Jesusbarnet, fransk karmelitnunna, mystiker, helgon och kyrkolärare. (död 1897)
  - Antonie Pannekoek, nederländsk astronom och tänkare. (död 1960)

#### Februari
- 2 februari – Konstantin von Neurath, tysk politiker. (död 1956)
- 4 februari – George Bennard, amerikansk evangelist och sångförfattare. (död 1958)
- 7 februari – Thomas Andrews, irländsk affärsman och fartygskonstruktör. (död 1912)
- 13 februari – Fjodor Sjaljapin, rysk operasångare. (död 1938)
- 18 februari – Thomas F. Ford, amerikansk demokratisk politiker. (död 1958)
- 28 februari – John Simon, 1:e viscount Simon, brittisk politiker. (död 1954)

#### Mars
- 7 mars – Alex Groesbeck, amerikansk republikansk politiker, guvernör i Michigan 1921–1927. (död 1953)
- 11 mars – Knut Lindroth, svensk skådespelare. (död 1957)
- 17 mars – Wilhelm Kreis, tysk arkitekt. (död 1955)
- 19 mars – Betty Nansen, dansk skådespelare och teaterledare. (död 1953)
- 31 mars – William Denney, amerikansk republikansk politiker, guvernör i Delaware 1921–1925. (död 1943)

### Andra kvartalet

#### April
- 1 april
  - Bibb Graves, amerikansk politiker, guvernör i Alabama 1927–1931 och 1935–1939. (död 1942)
  - Sergej Rachmaninov, rysk-amerikansk kompositör. (död 1943)
- 2 april – Lauritz Weibull, svensk historiker. (död 1960)

#### Maj
- 5 maj  – Leon Czolgosz, William McKinleys mördare. (död 1901)

#### Juni
- 1 juni – Carl Barcklind, svensk skådespelare, manusförfattare, operettsångare och regissör. (död 1945)
- 3 juni – Otto Loewi, tysk-amerikansk nobelpristagare i fysiologi/medicin. (död 1961)
- 9 juni – Emmy Albiin, svensk skådespelare. (död 1959)
- 13 juni – Karin Swanström, svensk skådespelare, regissör, producent och teaterdirektör. (död 1942)
- 21 juni – Märta Måås-Fjetterström, svensk textilkonstnär. (död 1941)
- 24 juni – Hugo Simberg, finländsk konstnär. (död 1917)
- 29 juni – Leo Frobenius, tysk etnograf. (död 1938)

### Tredje kvartalet

#### Juli
- 7 juli – Halvdan Koht, norsk politiker. (död 1965)
- 12 juli – Oscar von Sydow, svensk politiker och ämbetsman, Sveriges statsminister från 23 februari till 13 oktober 1921. (död 1936)

#### Augusti
- 10 augusti – Wilhelm Berndtson, svensk skådespelare. (död 1931)

#### September
- 9 september – Max Reinhardt, österrikisk teaterregissör. (död 1943)
- 14 september – Josiah Bailey, amerikansk demokratisk politiker, senator 1931–1946. (död 1946)
- 21 september – Papa Jack Laine, amerikansk musiker och orkesterledare. (död 1966)

### Fjärde kvartalet

#### Oktober
- 8 oktober
  - Ma Barker, amerikansk brottsling och gängledare. (död 1935)
  - Ejnar Hertzsprung, dansk astronom. (död 1967)
- 9 oktober
  - Carl Flesch, ungersk-tysk violinist och pedagog. (död 1944)
  - Karl Schwarzschild, tysk astronom. (död 1916)
- 14 oktober – Ray Ewry, amerikansk friidrottare. (död 1937)
- 18 oktober – Ivanoe Bonomi, italiensk politiker. (död 1951)
- 20 oktober – Jon Munch-Petersen, dansk vattenbyggnadsingenjör och professor. (död 1939)
- 27 oktober – James J. Davis, walesisk-amerikansk politiker. (död 1947)
- 29 oktober – Lester J. Dickinson, amerikansk republikansk politiker, senator 1931–1937. (död 1968)

#### November
- 16 november – W.C. Handy, amerikansk blueskompositör. (död 1958)
- 20 november – Conrad Adolf Björkman, svensk evangelist, förläggare och författare. (död 1942)
- 27 november – Alfred Ander, svensk kypare och spårvagnsförare. (död 1910)

#### December
- 4 december – William B. Ross, amerikansk demokratisk politiker, guvernör i Wyoming 1923–1924. (död 1924)
- 7 december – Willa Cather, amerikansk författare. (död 1947)
- 10 december – Hilda Fredriksen, norsk skådespelare. (död 1945)
- 11 december – Josip Plemelj, slovensk matematiker. (död 1967)
- 17 december – Ford Madox Ford, brittisk författare. (död 1939)
- 30 december
  - Al Smith, amerikansk politiker, guvernör i New York 1915–1917. (död 1944)
  - Miklós Bánffy, ungersk greve och politiker. (död 1950)

## Avlidna

### Första kvartalet

#### Januari
- 9 januari – Napoleon III, 64, Frankrikes president 1848–1852 och kejsare av Frankrike 1852–1870.
- 26 januari – Amelia av Leuchtenberg, 60, kejsarinna av Brasilien.
- 31 januari – Joel Aldrich Matteson, 64, amerikansk demokratisk politiker, guvernör i Illinois 1853–1857.

#### Februari
- 19 februari – Robert Wilhelm Ekman, 64, finländsk konstnär.

#### Mars
- 4 mars
  - Alfred Iverson, 74, amerikansk demokratisk politiker, senator 1855-1861.
  - Nikolaus August, 41, svensk prins, son till Oscar I och Josefina av Leuchtenberg.
- 25 mars – Wilhelm Marstrand, 62, dansk målare.

### Andra kvartalet

#### April
- 5 april – Andrew B. Moore, 66, amerikansk politiker, guvernör i Alabama 1857–1861.
- 15 april – Christopher Hansteen, 88, norsk astronom och fysiker.
- 28 april – Giovanni Maria Benzoni, 63, italiensk skulptör.

#### Maj
- 1 maj – David Livingstone, 60, brittisk missionär och upptäcktsresande.
- 7 maj – Salmon P. Chase, 65, amerikansk jurist.
- 8 maj – John Stuart Mill, 66, brittisk filosof.
- 21 maj – Ange Guépin, 67, fransk läkare och publicist.

#### Juni
- 16 juni – Moritz Heinrich Romberg, 77, tysk neurolog.

### Tredje kvartalet

#### Juli
- 8 juli – Franz Xaver Winterhalter, 68, tysk konstnär.
- 28 juli – Rinaldo Rinaldi, 80, italiensk skulptör.

#### Augusti
- 6 augusti – Odilon Barrot, 82, fransk politiker.
- 17 augusti – William M. Meredith, 74, amerikansk politiker (whig), USA:s finansminister 1849–1850.
- 18 augusti – Ludvig Manderström, 67, svensk diplomat och politiker.

#### September
- 7 september – Mathias Weckström, 70, finländsk tjänsteman och författare.

### Fjärde kvartalet

#### Oktober
- 6 oktober – Friedrich Wieck, 88, tysk pianist.
- 21 oktober – Johan Sebastian Welhaven, 65, norsk poet.
- 23 oktober – William Bebb, 70, amerikansk politiker, guvernör i Ohio 1846–1849.
- 24 oktober – Frederick Crace Calvert, 53, brittisk kemist.
- 29 oktober – Johan I, 71, kung av Sachsen.

#### November
- 13 november – Gabrio Casati, 75, greve och italiensk statsman.
- 19 november – John P. Hale, 67, amerikansk politiker och diplomat.
- 27 november – Richard Yates, 58, amerikansk politiker.

#### December
- 14 december – Louis Agassiz, 66, schweizisk-amerikansk zoolog och geolog.
- 16 december – Nino Bixio, 52, italiensk militär och frihetskämpe.
- 25 december – Hardin Richard Runnels, 53, amerikansk politiker, guvernör i Texas 1857–1859.

### Fotnoter
1. ↑  Adoption of the Gregorian calendar
2. ↑  World Statesmen (läst 7 april 2011)
3. 1 2  ”USA:s militära insatser i utlandet 1798-2004”. Arkiverad från originalet den 9 december 2013. https://web.archive.org/web/20131209174005/http://www.history.navy.mil/library/online/forces.htm. Läst 30 januari 2011.
4. ↑  Edward Island World Statesmen (läst 3 april 2011)
5. ↑  Stattholder i Norge 1814-1873 Arkiverad 7 mars 2012 hämtat från the Wayback Machine. – regjeringen.no
6. ↑  Bagno i Nordisk familjebok (andra upplagan, 1904)